# Ronnie Flippo

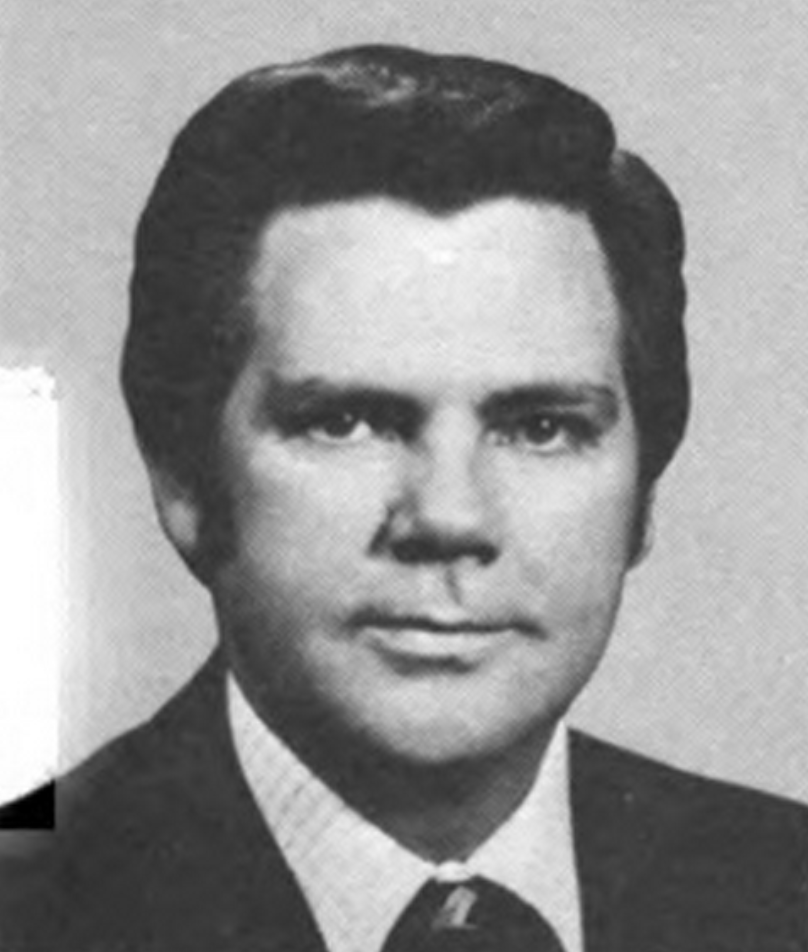
Ronnie Flippo

Ronnie Gene Flippo (* 15. August 1937 in Florence, Alabama) ist ein US-amerikanischer Politiker (Demokratische Partei).

## Werdegang
Ronnie Flippo besuchte öffentliche Schulen und schloss 1955 die Coffee High School in Florence ab. Dann graduierte er 1965 an der Florence State University (später University of North Alabama) mit einem Bachelor of Science. Danach machte er 1966 einen Master of Arts an der University of Alabama in Tuscaloosa. Flippo war zwischen 1972 und 1976 CPA und Partner bei Flippo & Robbins in Florence. Er war zwischen 1971 und 1975 Mitglied im Repräsentantenhaus von Alabama und dann zwischen 1975 und 1977 Mitglied im Senat von Alabama. Flippo nahm 1984 als Delegierter an der Democratic National Convention teil. Er wurde in den 95. US-Kongress gewählt und in die sechs nachfolgenden US-Kongresse wiedergewählt. Flippo war im US-Repräsentantenhaus vom 3. Januar 1977 bis zum 3. Januar 1991 tätig. Er entschied sich 1990 gegen eine Kandidatur für den 102. Kongress, machte allerdings einen erfolglosen Anlauf um eine Nominierung für das Amt des Gouverneurs von Alabama.